# Manon Aubry

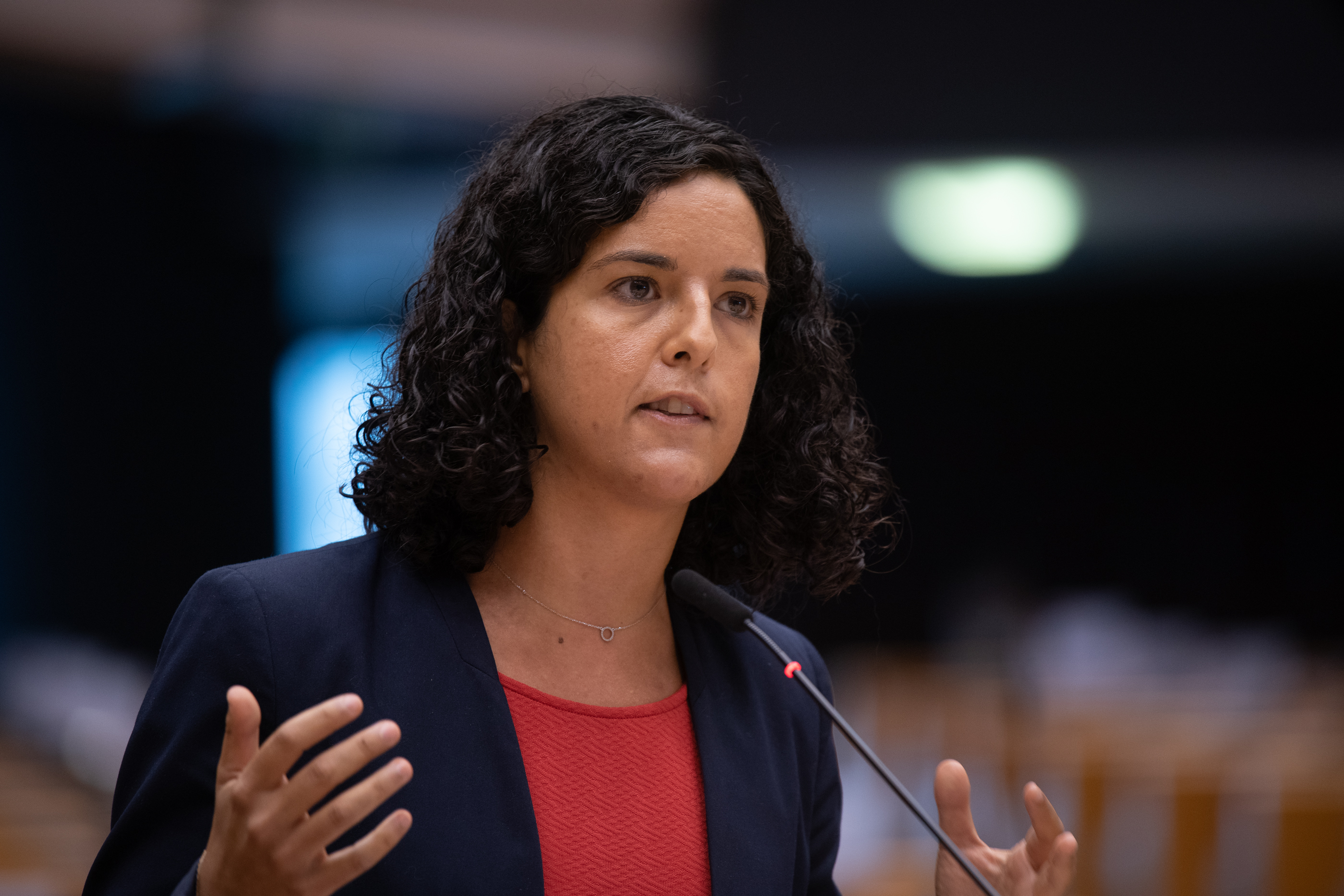
Manon Aubry (2020)

Manon Aubry (* 22. Dezember 1989 in Fréjus) ist eine französische Politikerin (LFI). Seit 2019 ist sie Mitglied des Europäischen Parlaments und Co-Vorsitzende der Fraktion Die Linke im Europäischen Parlament – GUE/NGL.

## Leben

### Jugend und Ausbildung
Manon Aubry wurde am 22. Dezember 1989 als Tochter von Catherine Poggi-Aubry, einer früheren Journalistin, und Bruno Aubry, Journalist, Schriftsteller und Lehrer, in Fréjus geboren. Sie absolvierte ihre Schulausbildung am Lycée Saint-Exupéry in Saint-Raphaël. Von 2007 bis 2011 studierte Aubry Politikwissenschaften am Sciences Po in Paris. Es folgten Auslandsstudien an der Universität Sydney und an der Columbia University.
Ausgestattet mit einem Diplom der Sciences Politiques, war sie zunächst für Ärzte der Welt in Liberia und annähernd zwei Jahre für das Carter Center in der Demokratischen Republik Kongo tätig.

### Politisches Engagement

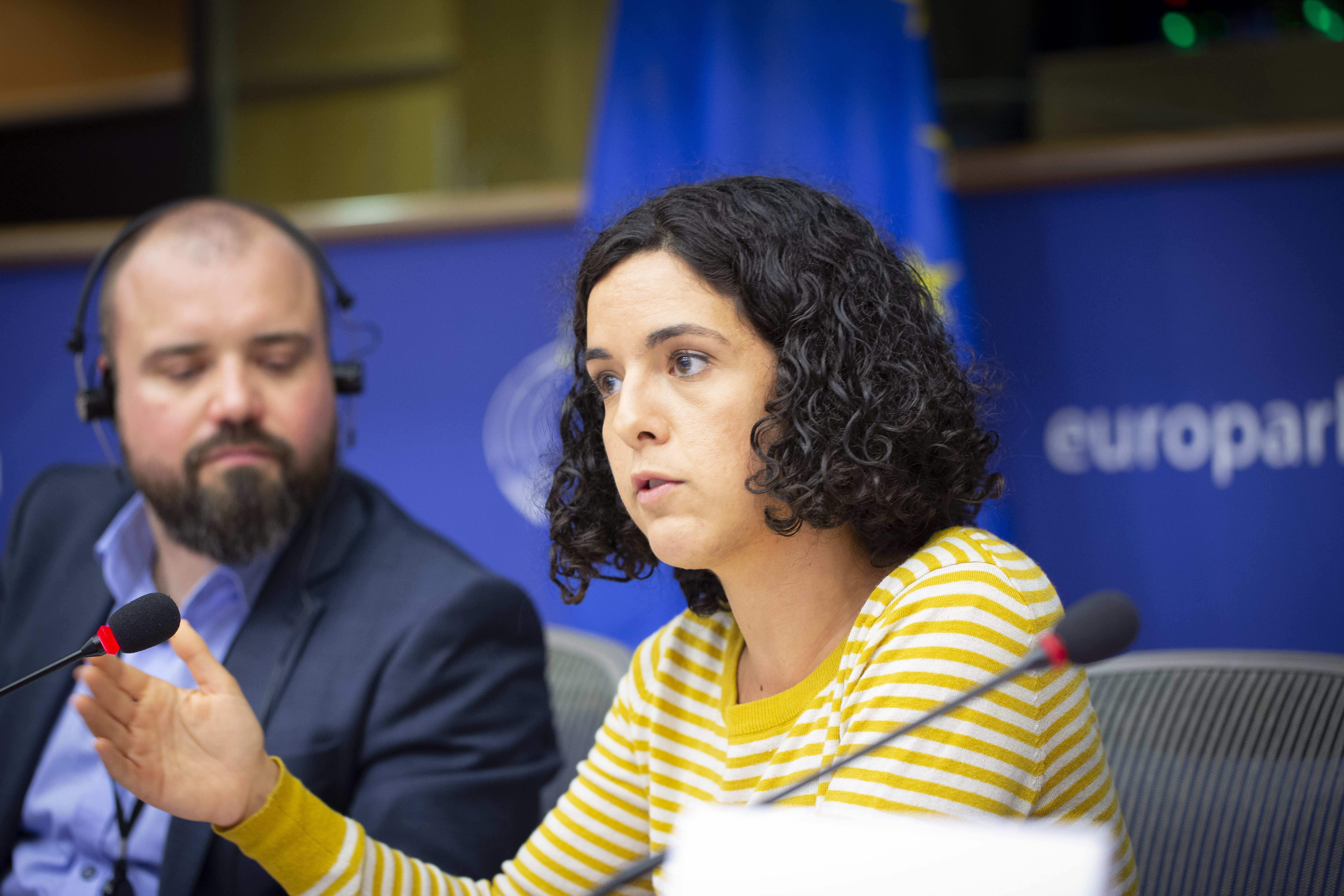
Manon Aubry (2019)

Aubry ist bereits seit ihrer Jugend politisch engagiert. Bereits 2005 engagierte sie sich für eine Ablehnung einer Europäischen Verfassung sowie 2006 gegen die Einführung von Contrat première embauche. Später engagierte sie sich für Oxfam.
Im Dezember 2018 nominierte La France insoumise (LFI) Manon Aubry für den ersten Listenplatz für die Europawahl 2019. Im Wahlkampf zur Europawahl zeigte sie Verständnis für die Forderungen der Gelbwestenbewegung. La France insoumise erreichte bei der Wahl 6,3 Prozent und damit 6 der 76 französischen Mandate. Aubry trat der Konföderalen Fraktion der Vereinten Europäischen Linken/Nordische Grüne Linke bei, zu deren Ko-Vorsitzenden sie neben Martin Schirdewan gewählt wurde. Sie ist damit die jüngste jemals gewählte Fraktionsvorsitzende im Europaparlament. Für ihre Fraktion war sie des Weiteren Mitglied im Rechtsausschuss sowie stellvertretendes Mitglied im Entwicklungsausschuss sowie im Ausschuss für Wirtschaft und Währung. Bei der Europawahl 2024 wurde Aubry als Spitzenkandidatin von La France insoumise wiedergewählt. Sie ist in der 10. Legislaturperiode (2024–2029) stellvertretende Vorsitzende im Ausschuss für internationalen Handel, als erneute Co-Fraktionsvorsitzende der Fraktion Die Linke im Europäischen Parlament – GUE/NGL qua Amt Mitglied in der Konferenz der Präsidenten sowie stellvertretendes Mitglied im Ausschuss für Wirtschaft und Währung und im Unterausschuss für Steuerfragen. Sie ist zudem Mitglied der Delegation im Parlamentarischen Ausschuss Cariforum-EU sowie stellvertretendes Mitglied der Delegation für die Beziehungen zu den Ländern des Mercosur.

## Veröffentlichungen
- mit Thomas Dauphin; Banques en exil : comment les grandes banques européennes profitent des paradis fiscaux; Oxfam International, 2017.
- Réforme fiscale : les pauvres en paient l’impôt cassé; Oxfam France, 2017.
- mit Christophe Alliot und Sylvain Ly; CAC 40, des profits sans partage : comment les grandes entreprises françaises alimentent la spirale des inégalités; Oxfam France, 2018.
- mit Lucie Watrinet; En quête de transparence : sur la piste des banques françaises dans les paradis fiscaux; Oxfam France, 2016.
- A collaborative approach to human rights impact assesments; Sciences Po, Danish Institute for Human Rights, Columbia University, 2017.